# Kristine W
Kristine W (née Kristine Elizabeth Weitz le 3 juin 1962 à Pasco, dans l'État de Washington) est une chanteuse, compositrice, multi-instrumentiste et entrepreneuse américaine. Elle est surtout connue comme artiste de dance music.

## Biographie
Née et élevée à Pasco, Washington, Kristine Elizabeth Weitz trouve un succès précoce en participant à des concours, remportant le titre de Miss Washington et se classant première du concours Miss America,. Kristine W est l'une des artistes de dance les plus populaires de tous les temps, avec 17 n° 1 à ce jour sur Billboard Dance Club Songs,. Elle est classée numéro trois au Top Dance Artists of the Decade du Billboard,,. Elle est particulièrement populaire dans la communauté gay et est un ardent défenseur des droits des LGBT, se produisant fréquemment lors de rassemblements et d'événements caritatifs pour les organisations pro-LGBT à travers les États-Unis.

## Discographie

### Albums
- Show and Tell (comme Kristine and the Sting, 1991, independent release)
- Perfect Beat (1994, Plain Rap Records)
- Land of the Living (1996, RCA Records)
- Stronger (2000, RCA Records)
- Fly Again (2003, Tommy Boy Entertainment)
- Fly Again (Remixes) (2003, Tommy Boy Entertainment)
- The Boss (2008, Fly Again Music)
- Hey, Mr. Christmas (2008 Fly Again Music)
- Never (2009, Fly Again Music)
- The Power of Music (2009 Fly Again Music)
- The Power of Music (Maxi-Single) (2009, Fly Again Music)
- Straight Up with a Twist – (2010 Fly Again Music)
- Fade: The Epic Remixes (Part 1–3) (2011, Fly Again Music)
- Don't Wanna Think (2011, Fly Again Music)
- Everything That I Got (2012, Fly Again Music)
- Walk Away - Remixed & Remastered (2010, Fly Again Music)
- New & Number Ones (Club Mixes Part 1–2) (2012 Fly Again Music)
- So Close to Me, Pt. 1–2 (2013, Fly Again Music)
- So Close to Me: Global Sessions (2013, Fly Again Music)
- So Close to Me: New & Now Part 3 Remixes (2014, Fly Again Music)
- Love Come Home (Pt. 1–3) (2014, Fly Again Music)
- Out There (2016, Fly Again Music)
- Out There: Remixed (2016, Fly Again Music)
- Stars (2017, Fly Again Music)
- Stars: A Galaxy of Remixes (2017, Fly Again Music)

### Singles / EPs
- Show & Tell (1991, self-released; 2008, Fly Again Music)
- All I Need Is Your Love (1991, self-released; 2008, Fly Again Music)
- Feel What You Want (1994, Champion Records)
- Some Lovin' (2003, Tommy Boy Entertainment)
- Save My Soul (2004, Tommy Boy Entertainment)
- O Holy Night (2004, Tommy Boy Entertainment)
- The Wonder Of It All (2005, Tommy Boy Entertainment)
- I'll Be Your Light (2005, Tommy Boy Entertainment)
- The Boss (Global Sessions) (2008, Fly Again)
- Never - The Never Enough Remixes (2009, Fly Again Music)
- Love is the Look (2009, Fly Again Music)
- Be Alright (2009, Fly Again Music)
- One More Try (2009, Champion Records)
- What I Like About You (2011, Fly Again Music)
- Fade: The Epic Remixes (Bonus) (2011, Fly Again Music)
- Christmas Bells (2011, Fly Again Music)
- Save My Soul (2011, Fly Again Music)
- On the Radio (2011, Fly Again Music)
- Mary Did You Know (2011, Fly Again Music)
- Land of the Living - Rollo & Sister Bliss Club Mix (2011, Fly Again Music)
- Everyday's a Holiday (2011, Fly Again Music)
- Everything That I Got (2012, Fly Again Music)
- Everything That I Got (Bonus Full-Length Remixes) (w/ Bimbo Jones; 2012, Fly Again Music)
- Everything That I Got (The Baggi Begovic Electro Remixes) (w/ Bimbo Jones; 2012, Fly Again Music)
- Out There: The Kenny Hectyc Mixes (w/ Kenny Hectyc; 2017, Fly Again Music)[10]